# Paraphoxus tomiokaensis
Paraphoxus tomiokaensis is een vlokreeftensoort uit de familie van de Phoxocephalidae. De wetenschappelijke naam van de soort is voor het eerst geldig gepubliceerd in 1987 door Hirayama.